# 1020
Il 1020 (MXX in numeri romani) è un anno bisestile dell'XI secolo.

## Nati
- Cunegonda di Altdorf († 1057)
- Andrea Tanca de Lacon Gunale, sovrano
- Bernardo di Mentone, religioso italiano († 1081)
- Giovanni Comneno, generale bizantino († 1067)
- Cristodulo, monaco cristiano bizantino († 1108)
- Filarete di Calabria, religioso e santo italiano († 1070)
- Guo Xi, pittore cinese († 1090)
- Huno di Rustringen, conte tedesco
- Jimena Sánchez di Navarra, regina († 1062)
- Ottone di Northeim, nobile tedesco († 1083)
- Su Song, scienziato, matematico e politico cinese († 1101)
- Vladimir II di Novgorod, principe († 1052)
- Zhang Zai, filosofo cinese († 1077)

## Morti
- 23 aprile - Melo di Bari, rivoluzionario longobardo
- 12 giugno - Lyfing, abate, vescovo e arcivescovo anglosassone
- 21 luglio - Giovanni VI bar Nazuk, vescovo cristiano orientale siro
- 26 luglio - Dōmyō, monaco buddista e poeta giapponese (n. 974)
- 29 agosto - Dodiko, nobile tedesco
- Bernardo I di Cerdanya, conte
- Burcardo il Barbuto, nobiluomo francese
- Manuele Comneno Erotico, generale bizantino
- Rodolfo Drengot, cavaliere medievale normanno
- Firdusi, poeta persiano (n. 940)
- Gagik I, sovrano armeno
- Teofilo I di Gerusalemme, vescovo ortodosso bizantino
- Teofilo II di Alessandria, arcivescovo ortodosso egiziano
- Abu Sa'id Ahmad ibn Muhammad ibn 'Abd al-Jalil al-Sijzi, matematico, astronomo e astrologo persiano (n. 945)

## Calendario
| Calendario 1020 | Calendario 1020 | Calendario 1020 | Calendario 1020 | Calendario 1020 | Calendario 1020 | Calendario 1020 | Calendario 1020 | Calendario 1020 | Calendario 1020 | Calendario 1020 | Calendario 1020 | Calendario 1020 | Calendario 1020 | Calendario 1020 | Calendario 1020 | Calendario 1020 | Calendario 1020 | Calendario 1020 | Calendario 1020 | Calendario 1020 | Calendario 1020 | Calendario 1020 | Calendario 1020 | Calendario 1020 | Calendario 1020 | Calendario 1020 | Calendario 1020 | Calendario 1020 | Calendario 1020 | Calendario 1020 | Calendario 1020 | Calendario 1020 |
| --------------- | --------------- | --------------- | --------------- | --------------- | --------------- | --------------- | --------------- | --------------- | --------------- | --------------- | --------------- | --------------- | --------------- | --------------- | --------------- | --------------- | --------------- | --------------- | --------------- | --------------- | --------------- | --------------- | --------------- | --------------- | --------------- | --------------- | --------------- | --------------- | --------------- | --------------- | --------------- | --------------- |
|                 | 1               | 2               | 3               | 4               | 5               | 6               | 7               | 8               | 9               | 10              | 11              | 12              | 13              | 14              | 15              | 16              | 17              | 18              | 19              | 20              | 21              | 22              | 23              | 24              | 25              | 26              | 27              | 28              | 29              | 30              | 31              |                 |
| Gennaio         | Ve              | Sa              | Do              | Lu              | Ma              | Me              | Gi              | Ve              | Sa              | Do              | Lu              | Ma              | Me              | Gi              | Ve              | Sa              | Do              | Lu              | Ma              | Me              | Gi              | Ve              | Sa              | Do              | Lu              | Ma              | Me              | Gi              | Ve              | Sa              | Do              |                 |
| Febbraio        | Lu              | Ma              | Me              | Gi              | Ve              | Sa              | Do              | Lu              | Ma              | Me              | Gi              | Ve              | Sa              | Do              | Lu              | Ma              | Me              | Gi              | Ve              | Sa              | Do              | Lu              | Ma              | Me              | Gi              | Ve              | Sa              | Do              | Lu              |                 |                 |                 |
| Marzo           | Ma              | Me              | Gi              | Ve              | Sa              | Do              | Lu              | Ma              | Me              | Gi              | Ve              | Sa              | Do              | Lu              | Ma              | Me              | Gi              | Ve              | Sa              | Do              | Lu              | Ma              | Me              | Gi              | Ve              | Sa              | Do              | Lu              | Ma              | Me              | Gi              |                 |
| Aprile          | Ve              | Sa              | Do              | Lu              | Ma              | Me              | Gi              | Ve              | Sa              | Do              | Lu              | Ma              | Me              | Gi              | Ve              | Sa              | Do              | Lu              | Ma              | Me              | Gi              | Ve              | Sa              | Do              | Lu              | Ma              | Me              | Gi              | Ve              | Sa              |                 |                 |
| Maggio          | Do              | Lu              | Ma              | Me              | Gi              | Ve              | Sa              | Do              | Lu              | Ma              | Me              | Gi              | Ve              | Sa              | Do              | Lu              | Ma              | Me              | Gi              | Ve              | Sa              | Do              | Lu              | Ma              | Me              | Gi              | Ve              | Sa              | Do              | Lu              | Ma              |                 |
| Giugno          | Me              | Gi              | Ve              | Sa              | Do              | Lu              | Ma              | Me              | Gi              | Ve              | Sa              | Do              | Lu              | Ma              | Me              | Gi              | Ve              | Sa              | Do              | Lu              | Ma              | Me              | Gi              | Ve              | Sa              | Do              | Lu              | Ma              | Me              | Gi              |                 |                 |
| Luglio          | Ve              | Sa              | Do              | Lu              | Ma              | Me              | Gi              | Ve              | Sa              | Do              | Lu              | Ma              | Me              | Gi              | Ve              | Sa              | Do              | Lu              | Ma              | Me              | Gi              | Ve              | Sa              | Do              | Lu              | Ma              | Me              | Gi              | Ve              | Sa              | Do              |                 |
| Agosto          | Lu              | Ma              | Me              | Gi              | Ve              | Sa              | Do              | Lu              | Ma              | Me              | Gi              | Ve              | Sa              | Do              | Lu              | Ma              | Me              | Gi              | Ve              | Sa              | Do              | Lu              | Ma              | Me              | Gi              | Ve              | Sa              | Do              | Lu              | Ma              | Me              |                 |
| Settembre       | Gi              | Ve              | Sa              | Do              | Lu              | Ma              | Me              | Gi              | Ve              | Sa              | Do              | Lu              | Ma              | Me              | Gi              | Ve              | Sa              | Do              | Lu              | Ma              | Me              | Gi              | Ve              | Sa              | Do              | Lu              | Ma              | Me              | Gi              | Ve              |                 |                 |
| Ottobre         | Sa              | Do              | Lu              | Ma              | Me              | Gi              | Ve              | Sa              | Do              | Lu              | Ma              | Me              | Gi              | Ve              | Sa              | Do              | Lu              | Ma              | Me              | Gi              | Ve              | Sa              | Do              | Lu              | Ma              | Me              | Gi              | Ve              | Sa              | Do              | Lu              |                 |
| Novembre        | Ma              | Me              | Gi              | Ve              | Sa              | Do              | Lu              | Ma              | Me              | Gi              | Ve              | Sa              | Do              | Lu              | Ma              | Me              | Gi              | Ve              | Sa              | Do              | Lu              | Ma              | Me              | Gi              | Ve              | Sa              | Do              | Lu              | Ma              | Me              |                 |                 |
| Dicembre        | Gi              | Ve              | Sa              | Do              | Lu              | Ma              | Me              | Gi              | Ve              | Sa              | Do              | Lu              | Ma              | Me              | Gi              | Ve              | Sa              | Do              | Lu              | Ma              | Me              | Gi              | Ve              | Sa              | Do              | Lu              | Ma              | Me              | Gi              | Ve              | Sa              |                 |